# Santo Estêvão (Estremoz)
Santo Estêvão ist ein portugiesischer Ort und eine ehemalige Gemeinde (Freguesia) im Kreis (Concelho) von Estremoz mit 74 Einwohnern (Stand 30. Juni 2011).
Am 29. September 2013 wurden die Gemeinden Santo Estêvão und São Bento do Cortiço zur neuen Gemeinde União das Freguesias de São Bento do Cortiço e Santo Estêvão zusammengeschlossen.

## Politik
Seit der Kommunalwahl 2009 in Portugal wird auch Santo Estêvão nicht von einer der großen Parteien regiert, sondern von der Bürgerliste MiETZ – Movimento independente por Estremoz (port. für: Unabhängige Bewegung für Estremoz). Bereits 2005 war Bürgermeister Dias als unabhängiger Kandidat gewählt worden, bevor er 2009 für die MiETZ-Liste kandidierte.
Santo Estêvão gehörte mit nur 93 Wahlberechtigten bereits zur Wahl 2009 zu den bevölkerungsärmsten Gemeinden Portugals. So trat hier eine Besonderheit des portugiesischen Kommunalwahlrechts ein, die es erlaubt, den Bürgermeister direkt in einer Bürgerversammlung zu wählen. Inzwischen ist die Einwohnerzahl der Gemeinde weiter zurückgegangen.